# Pesme za pokušino
Pesme za pokušino (1806) so dolgo veljale za prvo izvirno samostojno slovensko pesniško zbirko posvetnih umetnih pesmi, njihov avtor Valentin Vodnik pa za prvega slovenskega pesnika. Vendar je že Janez Demascen Dev drugi zvezek prvega slovenskega pesniškega almanaha Pisanice od lepeh umetnost napolnil zgolj z lastnimi besedili (1780). Tudi Pavel Knobl iz Kranja je že leta 1801 izdal samostojno zbirko svojih zabavnih ljudskih pesmi z naslovom Štiri pare kratkočasnih novih pesmi. 

## Okoliščine nastanka
Vodnik je začel pesniti v gimnaziji v krogu bosonogih avguštincev Pohlina in Deva. V Pisanicah je nastopil po vzoru novolatinske šolske poetike in retorike, z baročno-klasicističnimi alegorijami in personifikacijami ter po načelih kvantitativne metrike. Od tega ga je odvrnil Žiga Zois. Na njegovo pobudo in najbrž z njegovo gmotno podporo so bile izdane tudi Pesme za pokušino leta 1806. Mecen je pesniku priporočal didaktično, idejno/tendenčno/angažirano in hkrati populistično, širokemu krogu dostopno vsebino, ki bi vzgajala in zabavala po Horacovem načelu »dulce et utile«. Takšna poezija je kultivirala in praktično poučevala, in to na preprost način, z domačim, ljudskim jezikom: “Moje besede v teh bukvah so skoro vse krajnskiga, slovenskiga rodu z tim samim razločkam, de se povsot v naši deželi negovore. Al ima pa zavolo tiga meni kdo kaj očitati? Bom li drugam hodil imena beračit , kader jih doma najdem? Nebomo li nikoli naš govor popravili? Ako bi ta reč tako naprej šla, bomo doživeli, de se ne bodo gorenc, dolenc, inu notranji eden drugiga zastopili; eden se bo ponemšval, drugi bo sam na sebi ostal, tretji bo napol Lah. Kdo bi potle krajncam bukve pisal? Tedaj moremo eden drugimu povedati, kar ima sledni dobro čistiga.” 

Pesme za pokušino so izšle na začetku ali sredini februarja 1806. Zbirka je bila izdana anonimno (brez avtorjevega imena), na naslovnici je bil naveden le tiskar (Joanez Rezer). Pred prvo stranjo je bila vložena bakrorezna podoba slapa Savice, Bohinjskega jezera, Triglava in Vršaca zadaj. Delo je ustvaril profesor risanja z ljubljanske normalke, Vincenc Dorfmeister, verjetno po Vodnikovem predlogu. Hkrati z zbirko je bil natisnjen tudi prospekt, ki je pesmi priporočal bralcem s kratkim nemškim tekstom, nato še z malce drugačnim slovenskim: »Oznanilo. Slovenci! Te dni so bile natisnene pesme za pokušino. Več let ste eno po drugi brali v `kalendrih, pratikah inu novicah. One so vam bile vseč, nekitirim ste vižo naredili, inu ste nje radi peli. Ker so bile prej vam za pokušino po samim dane, naj tudi vkup zbrane to ime ohranio. V `Lublani 10 d. svičana.«
Od strani 3 do 46 se je zvrstilo 18 pesmi: Pesma na moje rojake, Na sebe, Zadovoljne Krajnc, Novo leto, Napisi za mesece, Drugi napisi za mesece, Veršac, Predgovor na Lublanske Novice, Vošenje noviga leta, Novo leto 1798, Novo leto 1799, 1801, Novo leto 1802, Kos inu sušic, Sraka inu mlade, Nemški inu krajnski kojn, Petelinca, Plesar in Star pevic ne boj se peti. Navedena poezija je nastajala od leta 1780 do 1806, ko je bilo pesniku 48 let. Že ta kronološka opredelitev opozarja na občasno, zunanje pogojeno, priložnostno pesnjenje in precejšnjo neenakomernost gradiva. Od petih pesmi iz Pisanic je v zbirko sprejel samo Zadovoljnega Krajnca (popravljenega in predelanega, kot je bil objavljen v Veliki pratiki za leto 1797), ki ga je smatral za edino uspelo in relevantno delo: »Z očetam Marka Pohlin diskalceatam se iznanim 1773, pišem nekaj kranjskiga inu zaokrožim nekatere pesmi, med katerimi je Od zadovolnega Krajnca komaj en malo branja vredna.« (avtobiografija, 1796)  Večina pesmi je bila že predhodno natisnjena v Veliki pratiki (Pesma na moje rojake, Zadovoljne Krajnc, Novo leto, Napisi za mesece, Drugi napisi za mesece), Mali pratiki (Napisi za mesece, Drugi napisi za mesece, Vošenje noviga leta, Kos inu sušic, Sraka inu malade, Petelinca) in Ljubljanskih novicah (Predgovor na Laublanske Novice, Novo leto 1798, Novo leto 1799) od leta 1795 dalje. Povsem novih pesmi je bilo razmeroma malo, poleg tega je njihovo točno število težko določiti, saj je bila morda katera izmed njih objavljena v izgubljenih letnikih Male pratike (izhajala od 1798 do 1806, ohranjena le letnika 1798 in 1803). Najbrž so bile nove pesmi: Na sebe, Veršac, Nemški inu krajnski kojn, Plesar in Star pevic ne boj se peti.

## Analiza pesmi
- Dramilo

- Zadovoljni Kranjec

Napisi za mesece so bili v Veliki pratiki za leto 1796 objavljeni v koledarskem delu za vsak mesec posebej, in sicer v obliki dvovrstičnic. Vodnik jih je vključil tudi v Malo pratiko za leto 1803, vendar jih je spremenil v štirivrstičnice. Ponovno jih je natisnil v zbirki Pesme za pokušino (nadalje PP). Podobno je bilo z Drugimi napisi za mesece (objavljeni v koledarskem delu Velike pratike za leto 1797 v obliki štirivrstičnic. Ponovno v Mali pratiki za leto 1803, vendar ne v koledarskem delu, pač pa na koncu. Slednjič še v PP.)

Presenetljivo pri tej zbirki je, da osrednje mesto zavzema prav niz uvodnih novoletnih ali voščilnih pesmi ter koledarski napisi, ki funkcionirajo kot nekakšen pratikarski kmečki vodič skozi letne čase, opravila in navade, pri čemer vsaka kitica ilustrira temeljno karakteristiko posameznega meseca. Gre za manjše prigodna pesem, ki so kombinacija poučnosti in ironije (včasih celo poetične opisnosti). Tudi pri daljši pesmi, kot je npr. Novu letu se voši, lahko ob natančnejši analizi opazimo, da gre le za serijo takšnih kratkih izrekov. S temi duhovitimi napisi ali epigrami je Vodnik ustvaril posebno pesniško zvrst.

Pravlica. Kos inu sušic je bil sprva objavljena v Mali pratiki za leto 1798 pod naslovom Pravlovca. Kos inu Brezen in razložena z dvema opombama. Prva je pojasnjevala, da je pravlovca fabula, v drugi pa je pisalo, da je brezen mesec marec ali sušec (brezen se imenuje zato, ker se takrat živali brestijo – plodijo in brejijo; tu pa je mišljena marčeva luna, mlaj, oba krajca in ščip). Popravljeno besedilo je bilo ponovno natisnejno v PP, v Vodnikovi Perpravi za pesmi pa se je ohranil tudi prvotni načrt basni Sušec z repam zvija, ki je pesniku služil za obravnavo snovi v verzih. Naslednja Pravlica. Sraka inu mlade je morda prav tako izšla že v izgubljenih letnikih Male pratike, vendar je ta možnost nedokazljiva. Ohranjen je prozni zapis snovi, ki je bil podlaga za oblikovanje verzne basni. Pravlica. Nemški inu krajnski kojn pa je skoraj zagotovo bila prvotno natisnjena šele v Pesmih za pokušino. V popravljeni različici leta 1816 jo je Vodnik naslovil Češki konj in pa krajnjsk, da bi se izognil sumu politično nezanesljivega človeka. Zadnja Pravlica. Petelinca je zelo verjetno bila sprva objavljena že v izgubljenem letniku Male pratike. Nastala je namreč že leta 1795, ko jo je Zois v pismu Vodniku kritično ocenil. Takrat je bila še enokitična, v dvokitični predelavi je bila objavljena tudi v PP.
Pod oznako pravljica je v vseh štirih primerih mišljena basen. To je bila tradicionalna literarna zvrst, pogosta pri Ezopu, Fedru, Lafontainu, Gellertu in Gleimu. Priljubljena je bila tudi v razsvetljenski poeziji, saj je zaradi svojih značilnosti ustrezala duhu dobe. Basen namreč na nevsiljiv, dobrohoten način poudarja razum(skost) in moralo. Glavno vlogo imajo živali, ki se sporazumevajo preko dialogov. Dejstva so izražena jedrnato, sporočilo je na koncu povzeto v efektiven sklep. Vodnik je v svojih basnih učil, naj se človek ne prepušča slepi strasti oz. nagonu (Kos inu brezen), okaral pretepanje (Petelinčka) in se ponorčeval iz starejših ter mlajšim dal svoj prav: »jajce več od pute ve«. Iz celotnega konteksta še najbolj izstopa basen Nemški inu krajnski kojn, ki vsebuje narodnoprerodno ugotovitev, formulirano že v uvodu Pohlinove Kranjske gramatike – slovenski jezik je napram superiornemu nemškemu zapostavljen v celotnem javnem življenju (šolah, uradih in kulturi). Pravzaprav ne gre za basen v pravem pomenu besede, saj v njej ni zaslediti zunanjega pripetljaja. S tega vidika je to bolj satirična žalostinka. Sicer pa je Vodnik utemeljitelj slovenske samostojne pesniške basni. 

#### Nove teme
Po letu 1800 se je osvobodil neposredno uporabnega, koristnega pesnjenja, ki ga je od njega pričakoval Zois, in se premaknil na bolj refleksivno raven. Lotil se je tem pesnika in pesništva, pa tudi priredbe Anakreontovih pesmi, s čimer že nakazuje kasnejši romantični kult. Lep primer je pesem Na sebe, v kateri se pojavi slap Savica, ki je Vodniku predstavljal prispodobo za vir pesniške domišljije, podobno kot nekdanji grški izvir Hipokrena. 
Sledi Veršac, prvič objavljen šele v PP, vendar je najbrž nastal že v avgustu 1795, ko je bil Vodnik skupaj z grofom F. Hohenwartom in teologom J. Pinhakom na izletu po triglavskem pogorju. (V spomin na to navezavo so kasneje v bližini postavili planinsko postojanko, Vodnikovo kočo, Jakob Aljaž pa je malce pod vrhom Triglava vzidal spominsko ploščo z verzom iz Veršaca.) Veršac je primer opisne/deskriptivne poezije narave. Opeva naravne pojave s slikami v točno določenem zaporedju: sprva vrh Vršaca, nadalje bližnjo okolico s skalovjem in prizorom iz idiličnega pastirskega življenja, sledi bolj oddaljeni pogled po sosednjih deželah vse do morja, Hrvaške in Štajerske, vmes je še opis gorske nevihte, zaključek pesmi pa zaokroži pogled v nebo, k Bogu, stvarniku veličastno skladne narave, ki osrečuje človeka. S temi značilnostmi je Veršac dedič evropske poezije narave v smislu empiričnega in moraličnega razsvetljenstva. Pojavi pa se tematika pesniškega poklica, in sicer že na začetku, ko Bog poziva pesnika, naj svoj navdih išče v lepoti narave, nato z opozorilom na Savo, »mati pevske umetnosti« ter na koncu v obliki ode, kjer je govora o posebnem spiritualnem doživetju. To je lirska pesem v slovesnem, zanosnem stilu z vzvišeno vsebino in obliko romarske kitice. (Romarska kitica je bila zelo pogosta v cerkvenih pesmih. Vodnik jo je kot duhovnik nedvomno moral poznati. Baje pa je igral tudi orgle.) 

V Pesmih za pokušino je bil prvič objavljen tudi Plesar, čigar vključitev v zbirko se na prvi pogled zdi nenavadna. Gre za značajsko in žanrsko prvoosebno izpoved mestnega pohajkovalca, plesalca, ki bi lahko bil prispodoba za pesnika v njegovem vsakdanjem hedonizu, vendar kot nekoga, ki obvlada svoj poklic. Pesem bi smeli smatrati za dopolnilo k Zadovoljnemu Krajncu, na kar bi utegnila namigovati tudi postavitev v zbirko (prva pesem je uvrščena na začetek zbirke, druga na njen konec).

Zadnja pesem v zbirki Star pevic ne boj se peti je po vsej verjetnosti bila prvič objavljena prav tu, saj zaradi poetološke tematike ni bila primerna za koledarsko čtivo Male pratike. Zagotovo pa jo je Vodnik snoval že sredi 90. let, o čemer priča tudi Zoisovo pismo, ki govori o »alegoriji o čebelah«. Velja za eno najbolj osebnih refleksij. Že naslov nakazuje glavno idejo – bodrilno spodbudo za ustvarjanje kljub ostarelosti. Še več: pesniška sila se mora kljub letom stopnjevati in stremeti k vedno višji stopnji, vredni »lovorjevega venca«, ki bo pesnika rešil pozabe.

## Vpliv
Pesme za pokušino so bile ob izidu sprejete s precejšnjo pozornostjo in odobravanjem. Vodnikov učenec J. A. Zupančič je o njih poročal v ljubljanskem listu Laibacher Wochenblatt in dunajskem listu ''Neue Annalen der Literatur des österreichischen Kaiserthumes'' – pohvalil je poudarjeno razpoloženje in značaj slovanskega naroda (narodnoprebudno stališče) ter naravi ustrezen izraz. Neposreden Vodnikov pesniški vpliv se je pokazal pri mlajši generaciji njegovih učencev in posnemovalcev, zlasti Jakobu Zupanu in pozneje Jovanu Veselu Kosekem. Za vzornika si ga je izbral Anton Martin Slomšek in se mu poklonil v pesmi Vodniku v zahvalni spomin. Še večji pomen je imel Vodnik za pesnike Kranjske čbelice, Andrej Smole npr. je leta 1840 izdal zbirko njegovih pesmi. Celo ime zbornika opozarja na povezavo z Vodnikovo čbelico, ki se v zadnji pesmi Star pevic ne boj se peti iz prve zbirke pojavi kot simbol poezije. Na Vodnika kot svojega gimnazijskega profesorja se je spomnil tudi France Prešeren in mu posvetil epigram z naslovom Mojstru pevcov (ironičen citat iz Vodnikove pesmi Na sebe), počastil ga je v alegoriji V spomin Valentina Vodnika, v Glosi pa njegovo ime postavil kot svojevrsten zgled prezrtih, nesrečnih ali premalo cenjenih pesnikov. Med staroslovenci ga je vneto častil Janez Bleiweis. 

V zadnjih letih si je Vodnik zamislil izid svojega vsega dotlej zbranega pesniškega opusa. V ta namen je pesmi (tudi že natisnjene) ponovno pregledoval, popravljal in prepisoval. Marsikatera pesem se je ohranila v treh, štirih prepisih, ki so tudi sami polni popravkov, tako da je skoraj nemogoče trditi, katera inačica bi obveljala za dokončno. Zbrano delo bi obsegalo Pesmi za pokušino, sledile bi Pesmi za brambovce (prevodi Collinsovih nemških patriotičnih pesmi), nato še neobjavljene pesmi in kot zadnji del zbrane in predelane slovenske ljudske pesmi (Vodnik je bil med prvimi zbiralci ljudskega gradiva v Pohlinovem krožku. Njegovo kontinuiteto so nadaljevali čbeličarji – Kastelic, Prešeren in drugi.). Sredi dela ga je prehitela smrt, zato ideje o zbirki ni uspel uresničiti.

## Pomen
Delež pesništva v Vodnikovem opusu je količinsko majhen, nastajal je z velikimi časovnimi presledki, pogosto tudi po naročilu, vendar je izjemnega pomena. Visoko cenjen je bil zlasti med čbeličarji, da pa se je Vodnik svojega vodilnega položaja zavedal tudi sam, priča že njegov način podpisovanja: Vodník. Kljub polihistorskim potezam (med drugim je bil tudi časnikar, urednik, prevajalec, učitelj, pisec šolskih učbenikov, raziskovalec rimskih nagrobnikov, numizmatik, zbiratelj rudnin in mineralov) so posebno pozicijo imele prav njegove pesmi. Pisane so bile v skladu z estetiko zmernega razsvetljenstva, kar nakazuje tudi njegov prevod Boileaujevih verzov: Naj pesem umetna, ׀ naj merjena bo, ׀ nikdar ni prijetna, ׀ ak žali uho. Temeljno resnico svojega življenja pa je strnil v izviren lapidaren izrek, s katerim si je zagotovil nesmrtnost in postavil večen spomenik: Ne hčere ne sina ׀ po meni ne bo, ׀ dovolj je spomina, ׀ me pesmi pojo. (Moj spominik)